# 岡本啓
岡本 啓（おかもと あきら、1968年5月15日 - ）は、日本のローカルタレント。主に福岡県で活動する。
岡山県津山市出身。血液型はO型。愛称は「おっかー」、「岡本先生」。なお、岡本先生は、実際は岡本啓が扮しているが、別人の設定。

## 来歴・人物
津山市立東中学校、岡山県立津山高等学校卒業(38期卒業生)。中学時代は卓球少年。高校1年の時にいきなり男子クラスとなり、本人曰く「暗い青春時代」を過ごす。
北九州大学（現・北九州市立大学）卒業後、プロミュージシャンを目指し上京。アルバイトをしながら生活していたものの、30歳で音楽への道を断念し、大学生時代に過ごした福岡へ戻った。
1999年、サラリーマンとして就職する予定だったが九州朝日放送の「ドォーモ新人リポーターオーディション」に合格し、30歳にして遅咲きのデビューとなった。
『ドォーモ』番組内で知り合った一般の女性と結婚し、結婚報告も番組内で行なった。その後、番組で車を購入などといった企画があった。全国の道路の名所を巡るコーナー「前略、道路（みち）の上より」では、岡本の愛車である「ランディ号」（スズキ・アルトラパン、グレードはSS、5速マニュアル）で撮影を行っている。
2021年10月頃から突如メディアへの出演を休止した。1年4ヶ月のブランクを経て2023年1月30日放送のKBCラジオ居酒屋清子にて復帰。活動休止の理由を自分探しがしたかったとのことで、休む際には放送局の関係者などには報告していたという。2月24日配信したドォーモラジオのポッドキャストでは4月以降の番組復帰を明らかにした。(2023年5月5日深夜放送分にて正式に復帰。）

## 出演番組
テレビ
- ドォーモ（九州朝日放送）
- パンブーのとりあえずナマ!?（TVQ九州放送）
- 福岡発地域ドラマ『オヤジバトル!』（2011年12月9日NHK総合・九州沖縄地方 / 2012年3月17日NHK総合・全国放送 / 2012年5月20日BSプレミアム・全国放送） - 稔（前田敏之の同級生／Guitar／43歳）役[3]
- アグレッシブですけど、何か? （広島ホームテレビ、-2015年3月、不定期出演、「岡本先生」として出演）
- タカアンドトシの道路バラエティ!? バスドラ（テレビ朝日系列、2015年6月16日、「岡本先生」として出演）
- 野望研究所＜YABOLABO＞（2017年5月25日 - 2018年3月、「岡本先生」として出演）
- カープ道（2017年12月29日・2018年6月6日・13日、広島ホームテレビ、「岡本先生」として出演）
  - カープ道｢日本シリーズ直前～日本一になることしか考えてないSP～｣（2018年10月26日、広島ホームテレビ、「岡本先生」として出演）
- 地元検証バラエティ 福岡くん。（FBS福岡放送 2020年3月14日、2021年5月9日）
- とっても健康らんど（九州朝日放送。とっても健康くんとして不定期出演）

CM
- ユニクロ歳末祭（2017年12月、屋台シーンに脇役として出演）

ラジオ
- KBC長浜横丁～bistro KATO（2015年、KBCラジオ、金曜日レギュラー「岡本先生」として出演）
- ドォーモ×ラジオ（2017年10月 - 、KBCラジオ）毎週金曜深夜　不定期出演[4]
- 夕方じゃんじゃん（2018年10月 - 2021年3月25日、KBCラジオ、火曜日・金曜日レギュラー）
- UP↑UP↑（2024年4月 - 、CROSS FM、水曜日レギュラー）

## DVD
- ドォーモ 前略隊DVD第1弾 関東甲信越スペシャル 前略、道路の上より（2016年10月）
- ドォーモ 前略隊DVD第2弾 四国 剣山スーパー林道編 前略、道路の上より（2016年12月）
- ドォーモ 前略隊DVD第3弾 ～鈴鹿＆隧道～（2017年10月）
- ドォーモ 前略隊DVD第4弾 ～長期遠征スペシャル～（2018年4月）